# Carmona (Espagne)
Pour les articles homonymes, voir Carmona.
Carmona est une commune située dans la province de Séville de la communauté autonome d’Andalousie en Espagne.

## Géographie
- 1Carte dynamique
- 2Carte Openstreetmap
- 3Carte topographique
- 4Carte avec les communes environnantes

## Histoire
Cette ville édifiée par les Carthaginois, conquise par les Romains, elle s'est développée à l'époque d'Al-Andalus où elle était florissante. Abd al-Rahman Ier y écrase en 763 l'armée abbasside d'Al-Alā ibn Mughīth. La ville rejoint la couronne de Castille en 1247 puis s'enrichit grâce au commerce avec les Amériques.
Ces cultures participent tous à la construction de la Porte de Séville qui garde les traces de ces transformations

## Culture
- Nombreux palais de la Renaissance.
- Murs et portes de la vieille ville
- Église Santa María de la Asunción
- Église San Pedro

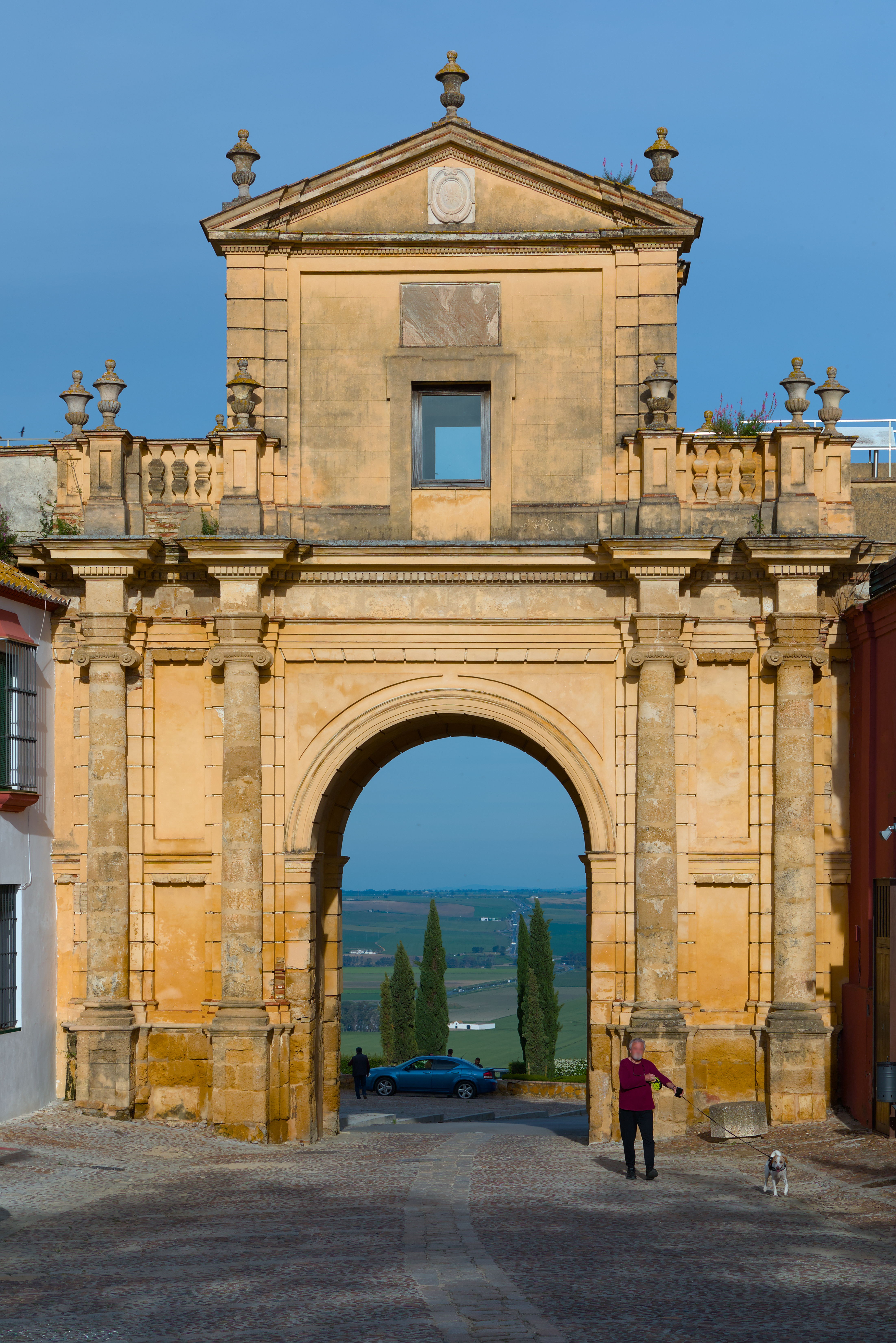
La Puerta de Córdoba au soleil couchant.
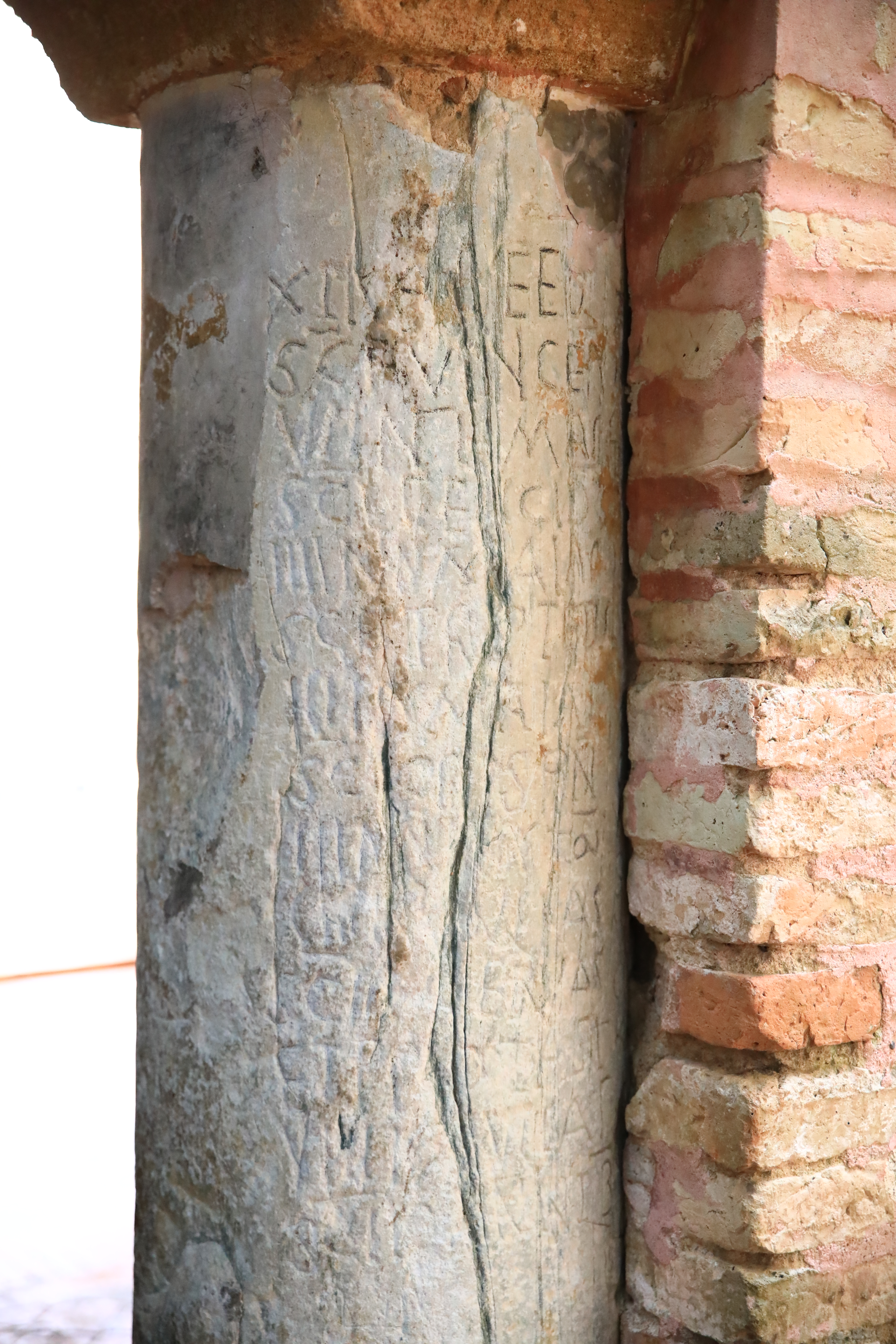
Inscription wisigothique sur une colonne à l'extérieur de l'église Santa María de la Asunción.
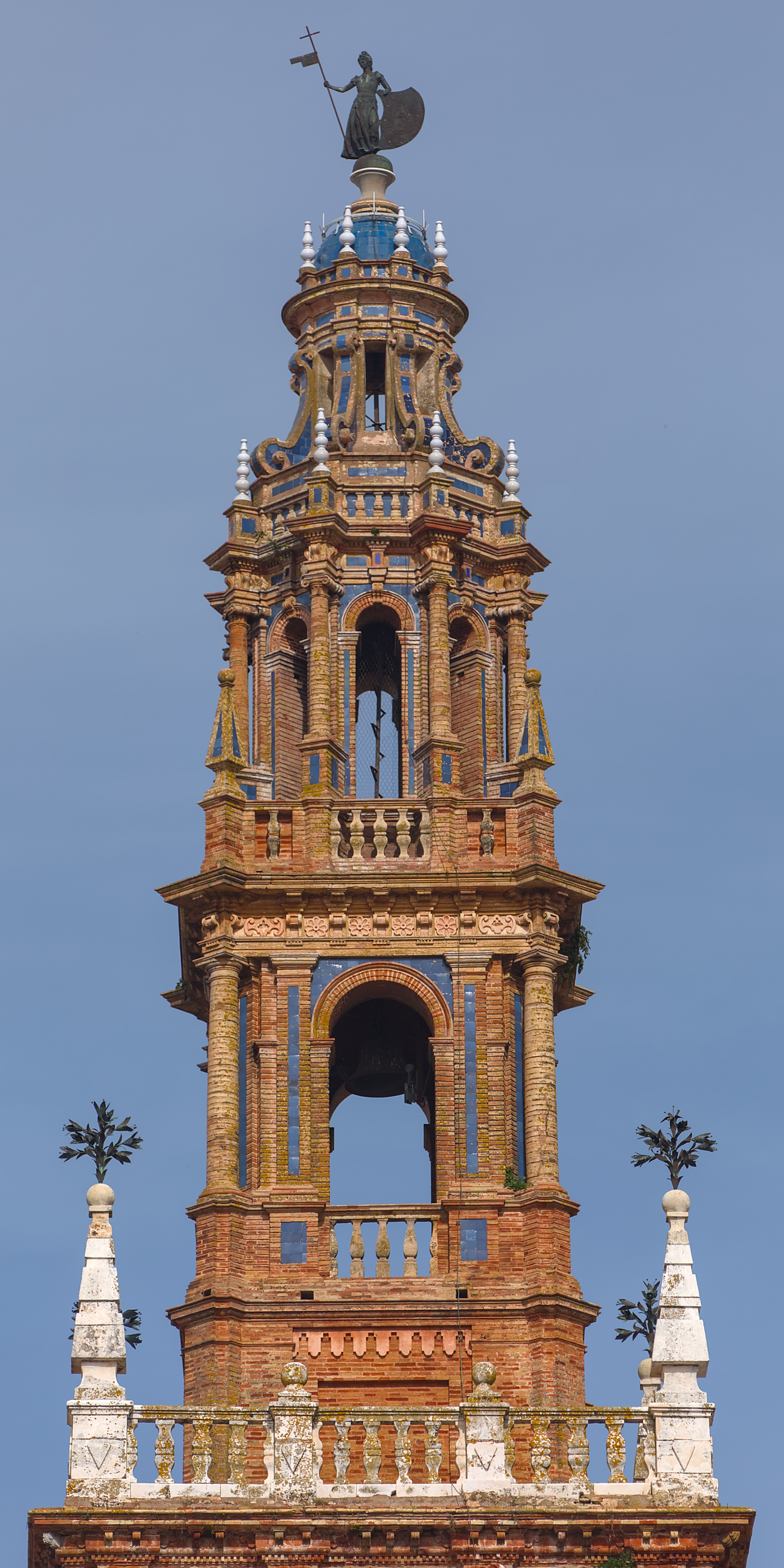
Clocher de l'église San Pedro.
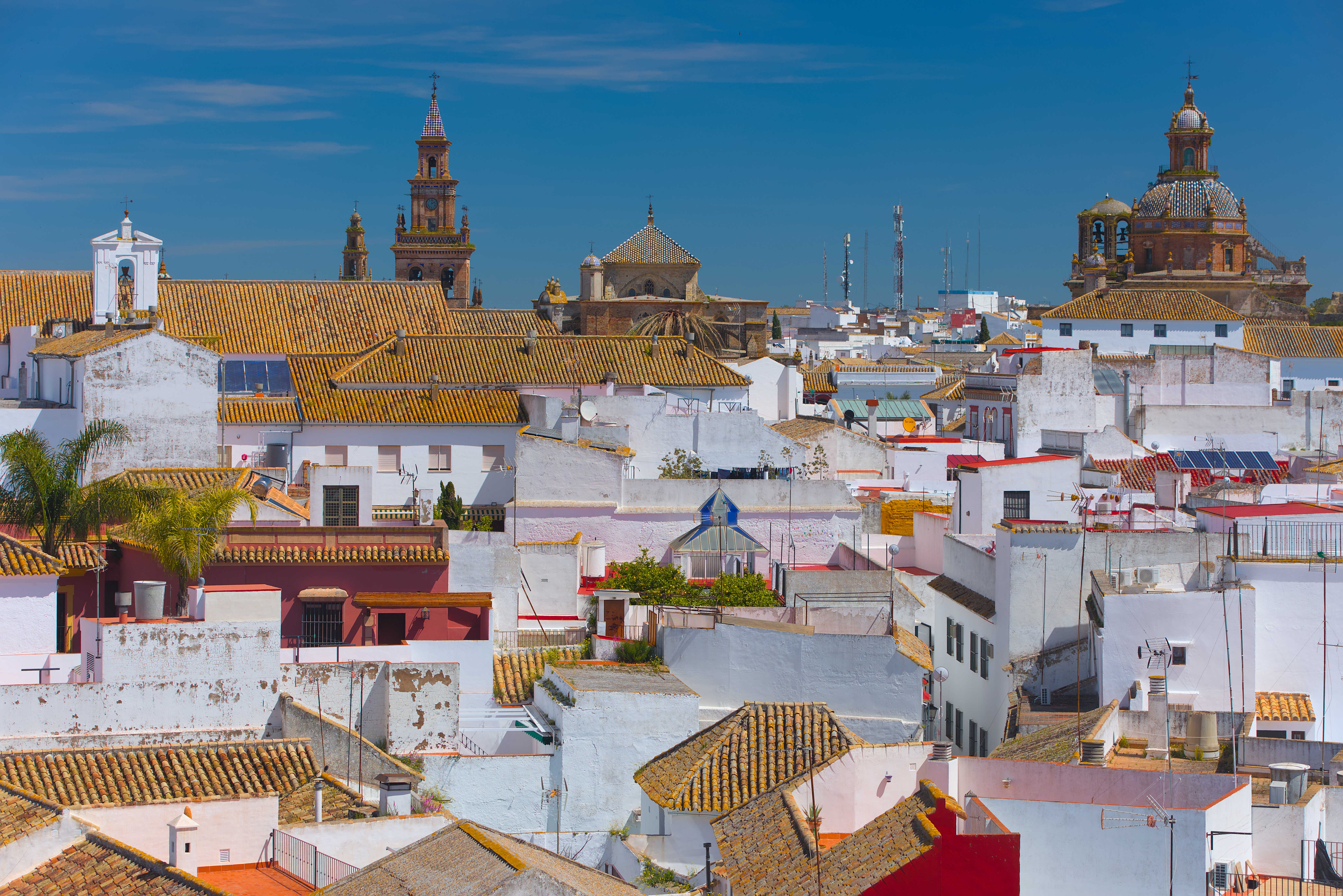
La vieille ville vue depuis la Puerta de Sevilla.

### La nécropole romaine
Carmona abrite une Nécropole romaine considérée comme un remarquable site archéologique (Ier siècle). Il s'agit de l'un des sites romains majeur d'Andalousie. On y dénombre plus de trois cents tombes qui comportent des chambres voûtées, dotées de niches destinées au dépôt des cendres des défunts. Les mausolées et les fours crématoires sont nombreux.
Parmi les éléments les plus notables de ce site, on peut citer :

#### La tombe de l'éléphant
Il s'agit d'un édifice très complet qui comporte bien davantage de richesses qu'une tombe classique et lui confère un caractère sanctuaires à la déesse Cybèle et au dieu Attis, divinités proche-orientales.
La présence d'une sculpture d'éléphant dans la tombe permet, outre de la dénommer, de l'identifier à un culte oriental.
Des restes de stucs sont visibles par endroits.
La tombe est dotée d'une cuisine et de trois salles à manger.

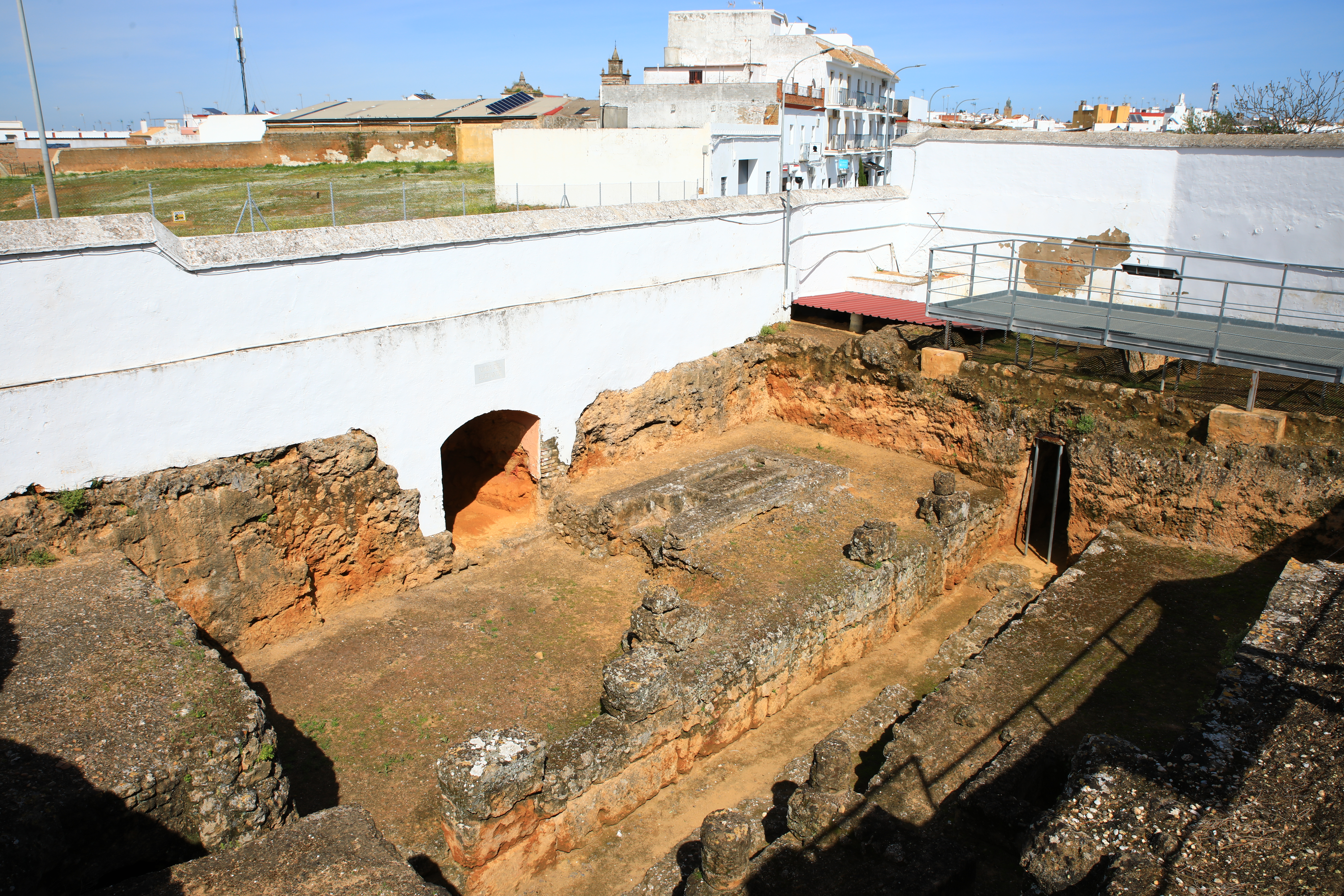
La tombe de l'éléphant.
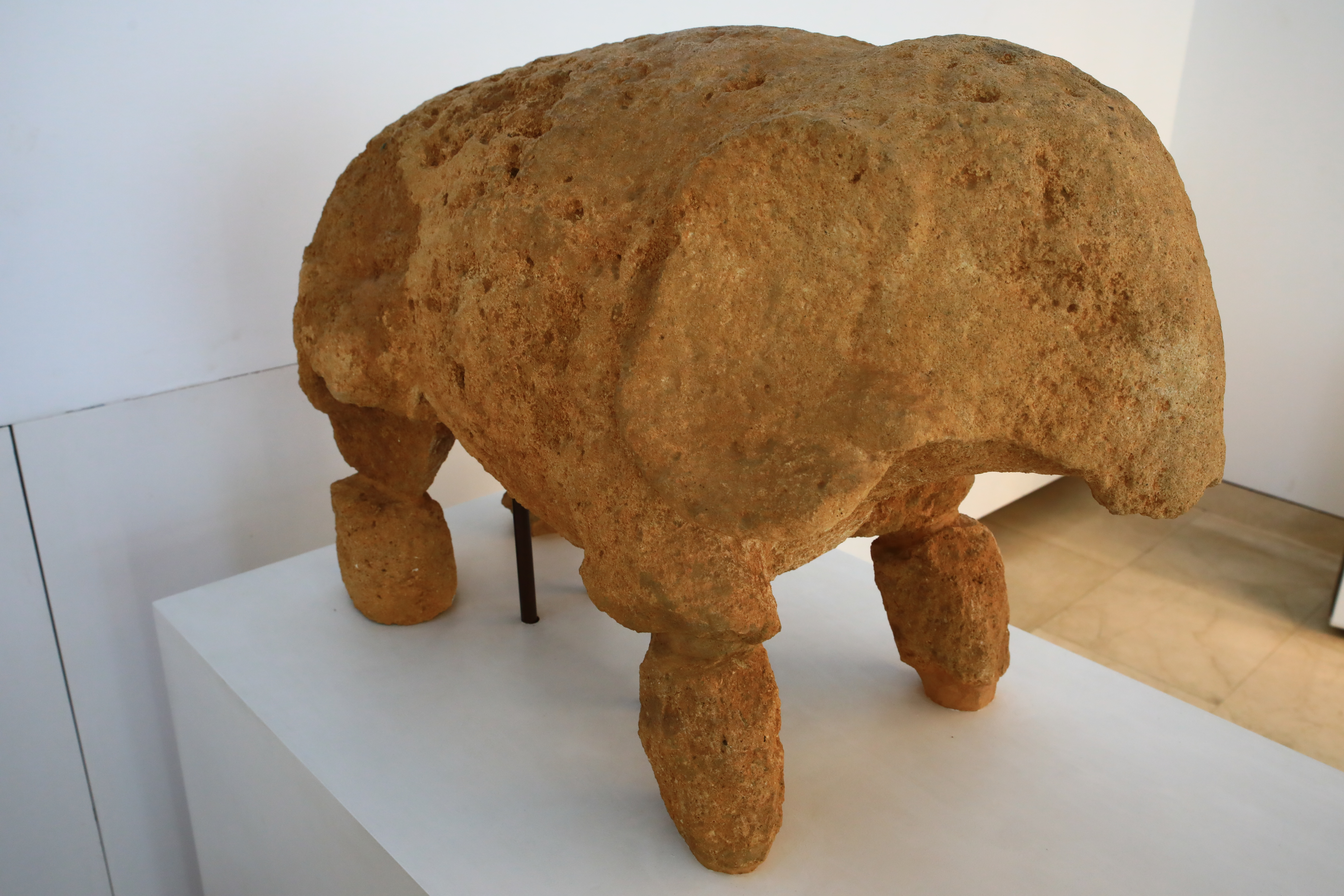
Statue d'éléphant trouvée dans la tombe.

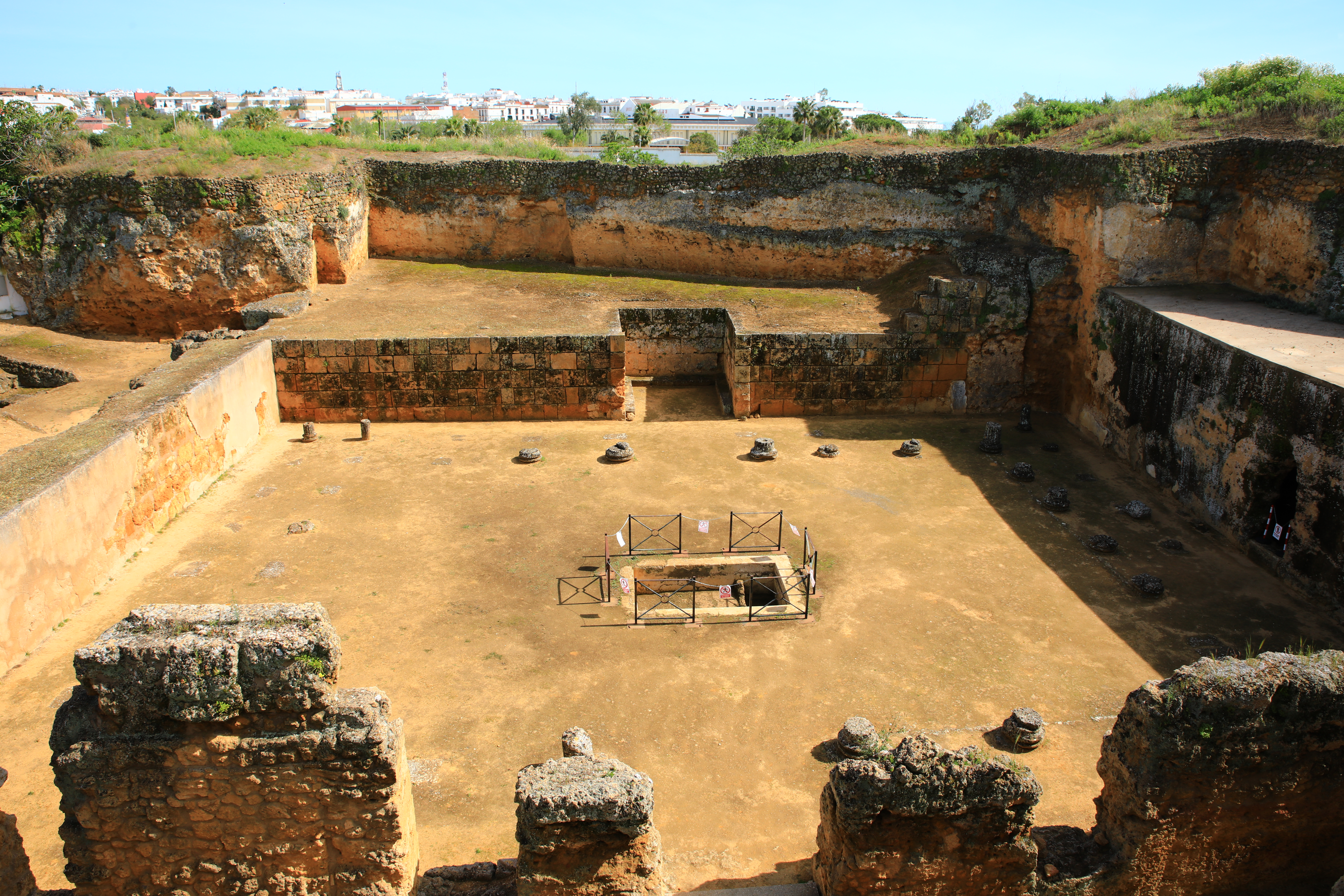
La tombe de Servilia.

#### La tombe du Mausolée circulaire
Édifice circulaire massif abritant une chambre funéraire excavée de forme carrée On y dénombre onze niches.

#### La tombe de Servilia
À moitié creusée dans la roche, la tombe forme une "domus" ou maison romaine typique.